# Tranquility Base Hotel and Casino
Albums de Arctic Monkeys
AM
(2013) The Car
(2022)
Tranquility Base Hotel and Casino, stylisé TRANQUILITY BASE HOTEL + CASINO, est le sixième album studio du groupe britannique de rock indépendant Arctic Monkeys, sorti le 11 mai 2018 sur le label Domino Records.
Il est produit par le collaborateur de longue date James Ford et le chanteur Alex Turner. L'album a été majoritairement composé par Turner au piano, et propose une pop lounge aux influences jazzy, marquant un tournant en comparaison de l'album précédent beaucoup plus électrique. Son contenu lyrique s'inspire fortement de la science-fiction et du cinéma, de la politique, de la religion et des nouvelles technologies.

## Genèse et enregistrement
La plupart des chansons figurant sur Tranquility Base Hotel & and Casino ont été écrites en 2016 par Alex Turner dans son domicile de Los Angeles, sur un piano Steinway Vertegrand qui lui a été offert à son anniversaire,. Beaucoup de prises vocales sur l'album proviennent des démos de Turner enregistrées sur un Tascam 388 8 pistes. Le guitariste Jamie Cook a déclaré qu'il était « époustouflé par la direction prise par Alex » quand Turner a joué ces démos devant le groupe en février 2017. D'abord incertains de savoir comment ils allaient enregistrer les morceaux, Cook suggéra à Turner de le sortir comme album solo mais celui-ci n'était pas intéressé. Cook commença à chercher des idées pour les parties guitare afin de compléter les démos, ainsi que le bassiste Nick O'Malley en particulier sur la piste Star Treatment Tout au long des séances d'enregistrement aux Vox Studios d'Hollywood et de La Frette à Paris, « le piano et la guitare ont commencé à prendre forme », rejoint par O'Malley et le batteur Matt Helders. Helders fit remarquer que durant les sessions, il a joué avec plus de retenue que sur les précédents enregistrements, notant qu'il s'agit « de se mettre au service des chansons ».

## Paroles et musique
L'album est un virage complet par rapport au précédent porté par de gros riffs de guitare, mettant en vedette un son jazz « intimiste et claustrophobe », résultant de l'utilisation du piano dans la phase de composition de Turner. La musique a été caractérisée comme lounge pop voire space pop, et a été décrite comme « modérée, mais chaleureuse et classique dans la façon qu'ont les musiciens de se perdre dans le mixage ». L'album a été comparé à des œuvres de Father John Misty, David Bowie, Serge Gainsbourg, Leonard Cohen et Nick Cave,, ainsi que Pet Sounds des Beach Boys. Turner a cité Gainsbourg et l'Histoire de Melody Nelson, Born to Be with You de Dion et la bande originale du film Le Samouraï comme principales influences.

## Liste des titres
Toutes les chansons sont écrites et composées par Alex Turner.
| No  | Titre                                           | Durée |
| --- | ----------------------------------------------- | ----- |
| 1.  | Star Treatment                                  | 5:54  |
| 2.  | One Point Perspective                           | 3:28  |
| 3.  | American Sports                                 | 2:38  |
| 4.  | Tranquility Base Hotel + Casino                 | 3:31  |
| 5.  | Golden Trunks                                   | 2:53  |
| 6.  | Four Out of Five                                | 5:12  |
| 7.  | The World's First Ever Monster Truck Front Flip | 3:00  |
| 8.  | Science Fiction                                 | 3:05  |
| 9.  | She Looks Like Fun                              | 3:02  |
| 10. | Batphone                                        | 4:31  |
| 11. | The Ultracheese                                 | 3:37  |

### Personnel
| Arctic Monkeys - Alex Turner – chant (toutes les pistes), chœur (1–10), orgue (1–7, 9, 10), piano (1, 2, 4–7, 9, 10), guitare (1, 2, 5–7, 9, 10), basse (4–10), Orchestron (en) (1, 2, 4), synthétiseur (7, 10), guitare baryton (1), dolceola (en) (1), clavecin (4), guitare acoustique (5), batterie (10) - Jamie Cook – guitare (1, 2, 4–9, 11), lap steel guitar (1, 3), guitare acoustique (5), guitare baryton (10) - Nick O'Malley – basse (1–3, 9, 11), chœur (1, 2), guitare (7), guitare baryton (8) - Matt Helders – batterie (1–3, 6, 7, 9, 11), rotary timpani (1), backing vocals (1), synthétiseurs (8), farfisa (8) Techniciens - James Ford – production, technique, mixage - Alex Turner – production, technique - Jimmy Robertson – technique - Nico Quéré – technique - Anthony Cazade – technique - Jonathan Ratovoarisoa – technique - Michael Harris – technique - Loren Humphrey – technique | Musiciens additionnels - James Ford – synthétiseur (4–6, 9, 10), batterie (1, 4, 7), percussions (1, 5, 6), Orchestron (2, 4, 6), vibraphone (1, 2), pedal steel guitar (1, 11), guitare acoustique (3, 6), piano (8, 11), Farfisa (1), RMI Rocksichord (1), guitare baryton (1), clavecin (4), programmateur synthétiseur (4), rotary timpani (6), orgue (9) - Tom Rowley – guitare (5, 8), guitare électrique (3, 6), guitare acoustique (5, 8), piano (7, 9), fuzz guitar (3), guitare électrique solo (6), guitare acoustique et baryton solo (11) - Zach Dawes – guitare baryton (3), piano (7) - Tyler Parkford – piano (3), Farfisa (7) - Evan Weiss – guitare acoustique (3, 7) - Loren Humphrey – batterie (6, 8, 9, 11) - James Righton – Wurlitzer (6, 8, 11) - Josephine Stephenson – piano (6, 8, 11) - Cam Avery – chœur (9) Artwork - Alex Turner – artwork - Matthew Cooper – design - Zackery Michael – photographie - Ben Chappell – portraits du groupe, photographies additionnelles |